# 7057 Al-Farabi
7057 Al-Farabi este o planetă minoră (asteroid), cu un diametru de 4,259 km, din centura de asteroizi. A fost descoperită pe 22 august 1990 la Observatorul Palomar de Henry E. Holt și a fost numită după Al-Farabi. 
Obiectul prezintă o orbită caracterizată de o semiaxă mare de 2,2621705 UAi, o excentricitate de 0,13, o înclinație de 5,12452 ° în raport cu ecliptica.